# Liste der Monuments historiques in Chaource
Die Liste der Monuments historiques in Chaource führt die Monuments historiques in der französischen Gemeinde Chaource auf.

## Liste der Immobilien
| Bezeichnung             | Beschreibung                    | Standort                 | Kennzeichnung | Schutzstatus | Datum | Bild           |
| ----------------------- | ------------------------------- | ------------------------ | ------------- | ------------ | ----- | -------------- |
| Kirche St-Jean-Baptiste | aus dem 13. und 16. Jahrhundert | Place de l’Église (Lage) | PA00078072    | Classé       | 1840  | weitere Bilder |

## Liste der Objekte
| Bezeichnung                                                              | Beschreibung | Standort                              | Kennzeichnung | Schutzstatus | Datum     | Bild           |
| ------------------------------------------------------------------------ | --- | ------------------------------------- | ------------- | ------------ | --------- | -------------- |
| Gemälde Porträt von Alexandrine Noblet                                   | Ölfarbe auf Leinwand, 1847 von Émile Vernet-Lecomte | in einem Privathaus                   | PM10004948    | Classé       | 2006      |                |
| Orgel                                                                    | Ensemble aus PM10000441 und PM10000442 | in der Kirche St-Jean-Baptiste (Lage) | PM10004974    | Classé       | 1959 1962 | weitere Bilder |
| Orgelempore und -prospekt                                                | Prospekt 1698 durch Louis Le Bé für die Abteikirche St-Pierre-et-St-Paul in Montiéramey gebaut, 1791 nach Chaource verkauft, dort durch Empore und Skulpturen ergänzt | in der Kirche St-Jean-Baptiste (Lage) | PM10000441    | Classé       | 1959      | weitere Bilder |
| Instrumentalteil der Orgel                                               | 1698 durch Louis Le Bé für die Abteikirche St-Pierre-et-St-Paul in Montiéramey gebaut, 1780 durch Louis Richard ergänzt, 1791 nach Chaource verkauft | in der Kirche St-Jean-Baptiste (Lage) | PM10000442    | Classé       | 1962      |                |
| Skulpturengruppe Nicollas du Monstier und Jacqueline de Laignes          | Kalkstein, farbig gefasst, bezeichnet 1515, vom Meister von Chaource; Grabmal der Stifter der Grablegungsgruppe | in der Kirche St-Jean-Baptiste (Lage) | PM10000424    | Classé       | 1840      |                |
| Skulpturengruppe Der heilige Hieronymus in der Wüste                     | Kalkstein, getüncht, 16. Jahrhundert | in der Kirche St-Jean-Baptiste (Lage) | PM10000425    | Classé       | 1840      |                |
| Schranke zur Kapelle St-Jean-l’Evangéliste (Chapelle du Paradis)         | Kalkstein, bezeichnet 1538; zugehörig PM10000460 | in der Kirche St-Jean-Baptiste (Lage) | PM10000426    | Classé       | 1840      | weitere Bilder |
| Drei Skulpturen: Stehende Madonna mit Kind, heiliger Sebastian und David | Kalkstein, 16. Jahrhundert; die Madonna verschwunden | in der Kirche St-Jean-Baptiste (Lage) | PM10000460    | Classé       | 1965      |                |
| Skulptur Heiliger Robert                                                 | Kalkstein, farbig gefasst, 16. Jahrhundert | in der Kirche St-Jean-Baptiste (Lage) | PM10000436    | Classé       | 1908      |                |
| Skulptur Heiliger Antonius der Große (1)                                 | Kalkstein, farbig gefasst, 16. Jahrhundert | in der Kirche St-Jean-Baptiste (Lage) | PM10000438    | Classé       | 1943      |                |
| Skulptur Heiliger Julianus von Brioude oder Erzengel Michael             | Kalkstein, farbig gefasst und vergoldet, 16. Jahrhundert | in der Kirche St-Jean-Baptiste (Lage) | PM10000444    | Classé       | 1965      |                |
| Skulptur Heiliger Jakobus der Jüngere                                    | Kalkstein, farbig gefasst, 16. Jahrhundert | in der Kirche St-Jean-Baptiste (Lage) | PM10000453    | Classé       | 1965      |                |
| Skulptur Heiliger Mammas                                                 | Kalkstein, farbig gefasst und vergoldet, um 1600 (im Bild links) | in der Kirche St-Jean-Baptiste (Lage) | PM10000474    | Classé       | 1965      |                |
| Zwei Kandelaber                                                          | Eichenholz, bemalt und vergoldet, Bronze, erste Hälfte des 19. Jahrhunderts (im Bild rechts und links des Altars) | in der Kirche St-Jean-Baptiste (Lage) | PM10000483    | Classé       | 1971      |                |
| Altar                                                                    | Eichenholz, 18. oder 19. Jahrhundert | in der Kirche St-Jean-Baptiste (Lage) | PM10004864    | Inscrit      | 1977      |                |
| Skulptur Sitzende Madonna mit Kind                                       | Eichenholz, 17. Jahrhundert; 1979 gestohlen | in der Kirche St-Jean-Baptiste (Lage) | PM10004865    | Classé       | 1977      |                |
| Weihnachtskrippe                                                         | 22 Figuren: Holz, bemalt und vergoldet, 16. Jahrhundert; zugehörig PM10000428 | in der Kirche St-Jean-Baptiste (Lage) | PM10003081    | Classé       | 1891      |                |
| Hintergrundbild der Weihnachtskrippe                                     | Polyptychon mit Darstellungen aus dem Leben Jesu (Recto) und dem Leben Marias (Verso); Ölfarbe auf Holz, 16. Jahrhunderts | in der Kirche St-Jean-Baptiste (Lage) | PM10000428    | Classé       | 1891      |                |
| Passionsretabel                                                          | Kalkstein, 1536; zugehörig PM10003090 bis PM10003092 | in der Kirche St-Jean-Baptiste (Lage) | PM10000476    | Classé       | 1965      | weitere Bilder |
| Skulptur Elias                                                           | Kalkstein, 1536 | in der Kirche St-Jean-Baptiste (Lage) | PM10003090    | Classé       | 1965      |                |
| Skulptur Moses                                                           | Kalkstein, 1536 | in der Kirche St-Jean-Baptiste (Lage) | PM10003091    | Classé       | 1965      |                |
| Skulptur Auferstandener Christus                                         | Kalkstein, 1536 | in der Kirche St-Jean-Baptiste (Lage) | PM10003092    | Classé       | 1965      |                |
| Skulptur Heiliger Antonius der Große (2)                                 | Kalkstein, farbig gefasst, 16. Jahrhundert | in der Kirche St-Jean-Baptiste (Lage) | PM10004869    | Inscrit      | 1978      |                |
| Kirchenfenster                                                           | aus dem 16. Jahrhundert | in der Kirche St-Jean-Baptiste (Lage) | PM10000427    | Classé       | 1840      | weitere Bilder |
| Verkündigungsretabel                                                     | Kalkstein, farbig gefasst, 1534 | in der Kirche St-Jean-Baptiste (Lage) | PM10000433    | Classé       | 1908      |                |
| Pietà (1)                                                                | Kalkstein, farbig gefasst, 16. Jahrhundert | in der Kirche St-Jean-Baptiste (Lage) | PM10000435    | Classé       | 1965      |                |
| Dreifaltigkeitstriptychon                                                | Ölfarbe auf Eichenholz, zweite Hälfte des 16. Jahrhunderts | in der Kirche St-Jean-Baptiste (Lage) | PM10000437    | Classé       | 1908      |                |
| Skulptur Unterweisung Mariens (1)                                        | Kalkstein, farbig gefasst und vergoldet, Ende des 16. Jahrhunderts | in der Kirche St-Jean-Baptiste (Lage) | PM10000445    | Classé       | 1965      |                |
| Zwei Leuchterengel                                                       | Kalkstein, farbig gefasst und vergoldet, 18. Jahrhundert | in der Kirche St-Jean-Baptiste (Lage) | PM10000455    | Classé       | 1965      |                |
| Skulptur Stehende Madonna mit Kind (1)                                   | Kalkstein, farbig gefasst, 17. Jahrhundert | in der Kirche St-Jean-Baptiste (Lage) | PM10000466    | Classé       | 1965      |                |
| Skulptur Christus in der Rast                                            | mit Stifterfigur; Kalkstein, farbig gefasst, 15. oder 16. Jahrhundert | in der Kirche St-Jean-Baptiste (Lage) | PM10000470    | Classé       | 1965      |                |
| Skulptur Heiliger Sebastian                                              | Kalkstein, farbig gefasst, Anfang des 16. Jahrhunderts | in der Kirche St-Jean-Baptiste (Lage) | PM10000471    | Classé       | 1965      |                |
| Skulptur Heiliger Verolus von Marcenay                                   | mit Stifterfigur; Kalkstein, farbig gefasst, 16. Jahrhundert | in der Kirche St-Jean-Baptiste (Lage) | PM10000478    | Classé       | 1965      |                |
| Skulptur Heiliger Godo                                                   | Kalkstein, farbig gefasst, erste Hälfte des 16. Jahrhunderts | in der Kirche St-Jean-Baptiste (Lage) | PM10000479    | Classé       | 1965      |                |
| Hubertusretabel                                                          | Kalkstein, farbig gefasst, erste Hälfte des 16. Jahrhunderts | in der Kirche St-Jean-Baptiste (Lage) | PM10003084    | Classé       | 1908      |                |
| Skulptur Heilige Margaretha                                              | Kalkstein, farbig gefasst und vergoldet, 16. Jahrhundert (im Bild links) | in der Kirche St-Jean-Baptiste (Lage) | PM10003086    | Classé       | 1908      |                |
| Zwei Kredenzen                                                           | Eichenholz, Marmor, Anfang des 18. Jahrhunderts | in der Kirche St-Jean-Baptiste (Lage) | PM10003088    | Classé       | 1959      |                |
| Kreuzreliquiar                                                           | Silber, vergoldet, Kupfer, Holz, zwischen 1798 und 1809, von Jean-Charles Cahier | in der Kirche St-Jean-Baptiste (Lage) | PM10004935    | Inscrit      | 1996      |                |
| Krankenziborium                                                          | Silber, 1846 von Pierre-Henry Favier | in der Kirche St-Jean-Baptiste (Lage) | PM10004937    | Inscrit      | 1996      |                |
| Gemälde Der Erzengel Michael besiegt den Drachen                         | Ölfarbe auf Leinwand, vergoldeter Eichenholzrahmen, 17. Jahrhundert; nach Guido Reni | in der Kirche St-Jean-Baptiste (Lage) | PM10004862    | Inscrit      | 1974      |                |
| Vier Wandgemälde von Heiligen                                            | aus dem 16. Jahrhundert | in der Kirche St-Jean-Baptiste (Lage) | PM10000421    | Classé       | 1840      |                |
| Sebastiansretabel                                                        | Ölfarbe auf Kalkstein, teilweise vergoldet, 15. Jahrhundert | in der Kirche St-Jean-Baptiste (Lage) | PM10000432    | Classé       | 1908      |                |
| Hauptaltar                                                               | Altartisch und Tabernakel; Marmor, Anfang des 18. Jahrhunderts | in der Kirche St-Jean-Baptiste (Lage) | PM10000439    | Classé       | 1959      |                |
| Skulptur Heiliger Lazarus                                                | Kalkstein, farbig gefasst und vergoldet, Mitte des 16. Jahrhunderts | in der Kirche St-Jean-Baptiste (Lage) | PM10000446    | Classé       | 1965      |                |
| Skulptur Heiliger Dionysius                                              | Kalkstein, zweite Hälfte des 16. Jahrhunderts | in der Kirche St-Jean-Baptiste (Lage) | PM10000459    | Classé       | 1965      |                |
| Pietà (2)                                                                | Kalkstein, farbig gefasst, 16. Jahrhundert | in der Kirche St-Jean-Baptiste (Lage) | PM10000463    | Classé       | 1965      |                |
| Skulptur Heiliger Nikolaus                                               | mit Stifterfigur; Kalkstein, farbig gefasst, 16. Jahrhundert | in der Kirche St-Jean-Baptiste (Lage) | PM10000464    | Classé       | 1965      |                |
| Skulptur Johannes der Täufer (1)                                         | mit Stifterfigur; Kalkstein, farbig gefasst, erste Hälfte des 16. Jahrhunderts | in der Kirche St-Jean-Baptiste (Lage) | PM10000469    | Classé       | 1965      |                |
| Skulptur einer Heiligen                                                  | möglicherweise die heilige Katharina; Kalkstein, farbig gefasst, 16. Jahrhundert (in der Bildmitte) | in der Kirche St-Jean-Baptiste (Lage) | PM10000472    | Classé       | 1965      |                |
| Gemälde Anbetung der Hirten                                              | Ölfarbe auf Leinwand, Anfang des 17. Jahrhunderts | in der Kirche St-Jean-Baptiste (Lage) | PM10000475    | Classé       | 1965      |                |
| Skulptur Heiliger Edmund (1)                                             | mit Stifterfigur; Kalkstein, farbig gefasst, zweites Viertel des 16. Jahrhunderts | in der Kirche St-Jean-Baptiste (Lage) | PM10000480    | Classé       | 1965      |                |
| Skulpturengruppe Unsre liebe Frau von Loreto                             | bestehend aus einer stehenden Madonna mit Kind über dem Heiligen Haus, umgeben von vier Engeln, darüber Gottvater in einer Wolke, nach oben abgeschlossen durch ein gestuftes Gesims, auf diesem drei Rundtempel mit insgesamt sieben Statuetten; Gips und Stuck, farbig gefasst und vergoldet, um 1600 | in der Kirche St-Jean-Baptiste (Lage) | PM10000485    | Classé       | 1971      |                |
| Skulptur Heilige Scholastika                                             | Kalkstein, 16. Jahrhundert (im Bild links) | in der Kirche St-Jean-Baptiste (Lage) | PM10003082    | Classé       | 1908      |                |
| Skulptur Heilige Brigitta                                                | Kalkstein, 16. Jahrhundert (im Bild rechts) | in der Kirche St-Jean-Baptiste (Lage) | PM10003085    | Classé       | 1908      |                |
| Kommunionbank                                                            | Gusseisen, Kupfer, Anfang des 18. Jahrhunderts | in der Kirche St-Jean-Baptiste (Lage) | PM10003089    | Classé       | 1959      |                |
| Wandvertäfelung                                                          | Eichenholz, Anfang des 18. Jahrhunderts | in der Kirche St-Jean-Baptiste (Lage) | PM10003087    | Classé       | 1959      |                |
| Grablegungsgruppe                                                        | insgesamt 11 Skulpturen; Kalkstein, farbig gefasst, bezeichnet 1515, vom Meister von Chaource; siehe auch PM10000424 | in der Kirche St-Jean-Baptiste (Lage) | PM10000423    | Classé       | 1840      | weitere Bilder |
| Relief Abendmahl                                                         | Kalkstein, Mitte des 16. Jahrhunderts | in der Kirche St-Jean-Baptiste (Lage) | PM10000430    | Classé       | 1908      |                |
| Skulptur Heilige Barbara                                                 | Kalkstein, farbig gefasst und vergoldet, erste Hälfte des 16. Jahrhunderts (im Bild rechts) | in der Kirche St-Jean-Baptiste (Lage) | PM10000431    | Classé       | 1908      |                |
| Skulptur Heilige Klara                                                   | Kalkstein, farbig gefasst, zweites Viertel des 16. Jahrhunderts | in der Kirche St-Jean-Baptiste (Lage) | PM10000448    | Classé       | 1965      |                |
| Skulptur Heiliger Franziskus                                             | Kalkstein, farbig gefasst, 16. Jahrhundert | in der Kirche St-Jean-Baptiste (Lage) | PM10000449    | Classé       | 1965      |                |
| Skulptur Christus unter dem Kreuz                                        | Kalkstein, farbig gefasst und vergoldet, bezeichnet 1553 | in der Kirche St-Jean-Baptiste (Lage) | PM10000450    | Classé       | 1965      |                |
| Skulptur Heilige Regina                                                  | Kalkstein, farbig gefasst und vergoldet, 16. oder 17. Jahrhundert | in der Kirche St-Jean-Baptiste (Lage) | PM10000451    | Classé       | 1965      |                |
| Skulptur Johannes der Täufer (2)                                         | Kalkstein, farbig gefasst, 16. Jahrhundert | in der Kirche St-Jean-Baptiste (Lage) | PM10000452    | Classé       | 1965      |                |
| Skulptur Unterweisung Mariens (2)                                        | Kalkstein, farbig gefasst, erste Hälfte des 16. Jahrhunderts | in der Kirche St-Jean-Baptiste (Lage) | PM10000454    | Classé       | 1965      |                |
| Skulptur Verkündigungsengel                                              | Kalkstein, farbig gefasst, Mitte des 16. Jahrhunderts | in der Kirche St-Jean-Baptiste (Lage) | PM10000456    | Classé       | 1965      |                |
| Skulptur Heiliger Eligius                                                | Kalkstein, farbig gefasst, Anfang des 16. Jahrhunderts | in der Kirche St-Jean-Baptiste (Lage) | PM10000457    | Classé       | 1965      |                |
| Skulptur Heiliger Rochus                                                 | Eichenholz, farbig gefasst und vergoldet, zweite Hälfte des 16. Jahrhunderts | in der Kirche St-Jean-Baptiste (Lage) | PM10000461    | Classé       | 1965      |                |
| Skulptur Heiliger Jakobus der Ältere                                     | Kalkstein, zweite Hälfte des 16. Jahrhunderts | in der Kirche St-Jean-Baptiste (Lage) | PM10000465    | Classé       | 1965      |                |
| Gemälde Einsetzung des Rosenkranzes                                      | Ölfarbe auf Leinwand, 17. Jahrhundert | in der Kirche St-Jean-Baptiste (Lage) | PM10000481    | Classé       | 1966      |                |
| Vier Hocker für die Kantoren                                             | Eichenholz, 18. Jahrhundert | in der Kirche St-Jean-Baptiste (Lage) | PM10000484    | Classé       | 1971      |                |
| Gemälde Heiliger Franz von Sales                                         | Ölfarbe auf Leinwand, 17. Jahrhundert | in der Kirche St-Jean-Baptiste (Lage) | PM10000489    | Classé       | 1978      |                |
| Skulptur Heiliger Paulus von Theben                                      | Kalkstein, farbig gefasst, 16. oder 17. Jahrhundert | in der Kirche St-Jean-Baptiste (Lage) | PM10004866    | Inscrit      | 1977      |                |
| Skulptur Stehende Madonna mit Kind (2)                                   | Kalkstein, 16. Jahrhundert; verschwunden; siehe auch PM10000460 | in der Kirche St-Jean-Baptiste (Lage) | PM10004913    | Classé       | 1965      |                |
| Monstranz                                                                | Silber, vergoldet, um 1809 von Jean-Charles Cahier | in der Kirche St-Jean-Baptiste (Lage) | PM10004933    | Inscrit      | 1996      |                |
| Heiliger-Dorn-Reliquiar                                                  | Ebenholz, Kupfer, Silber, vergoldet, erstes Viertel des 19. Jahrhunderts von Jean-Charles Cahier | in der Kirche St-Jean-Baptiste (Lage) | PM10004934    | Inscrit      | 1996      |                |
| Kanne für den Messwein                                                   | Silber, gemarkt 1782 | in der Kirche St-Jean-Baptiste (Lage) | PM10004936    | Inscrit      | 1996      |                |
| Kreuzweg                                                                 | 14 Gemälde; Ölfarbe auf Zementputz, 1934 von Marcel-Georges Mignot | in der Kirche St-Jean-Baptiste (Lage) | PM10004957    | Classé       | 2007      |                |
| Wandgemälde Familie de Monstier                                          | bezeichnet 1548 | in der Kirche St-Jean-Baptiste (Lage) | PM10000422    | Classé       | 1840      |                |
| Kindheit-Christi-Triptychon                                              | Ölfarbe auf Eichenholz, bezeichnet 1610 | in der Kirche St-Jean-Baptiste (Lage) | PM10000429    | Classé       | 1891      |                |
| Skulpturengruppe Maria Magdalene und Martha                              | Kalkstein, farbig gefasst, um 1600 (im Bild rechts und links außen) | in der Kirche St-Jean-Baptiste (Lage) | PM10000434    | Classé       | 1908      |                |
| Kanzel                                                                   | Eichenholz, 18. Jahrhundert, von Thévenin de Langres | in der Kirche St-Jean-Baptiste (Lage) | PM10000440    | Classé       | 1959      |                |
| Skulptur Petrus                                                          | Eichenholz, Mitte des 16. Jahrhunderts | in der Kirche St-Jean-Baptiste (Lage) | PM10000443    | Classé       | 1965      |                |
| Skulptur Verkündigungsmadonna                                            | Kalkstein, farbig gefasst, 16. Jahrhundert | in der Kirche St-Jean-Baptiste (Lage) | PM10000447    | Classé       | 1965      |                |
| Skulptur Johannes Evangelist                                             | Kalkstein, um 1538 | in der Kirche St-Jean-Baptiste (Lage) | PM10000462    | Classé       | 1965      |                |
| Skulptur Heiliger Laurentius                                             | Kalkstein, farbig gefasst und vergoldet, Mitte des 16. Jahrhunderts | in der Kirche St-Jean-Baptiste (Lage) | PM10000467    | Classé       | 1965      |                |
| Skulptur Heiliger Joseph mit Jesuskind                                   | Kalkstein, farbig gefasst, Mitte des 16. Jahrhunderts | in der Kirche St-Jean-Baptiste (Lage) | PM10000468    | Classé       | 1965      |                |
| Skulptur Heiliger Stephan                                                | Kalkstein, farbig gefasst, erste Hälfte des 17. Jahrhunderts (im Bild rechts) | in der Kirche St-Jean-Baptiste (Lage) | PM10000473    | Classé       | 1965      |                |
| Skulptur Stehende Madonna mit Kind (3)                                   | Kalkstein, um 1538 | in der Kirche St-Jean-Baptiste (Lage) | PM10000477    | Classé       | 1965      |                |
| Gemälde Bereuende Maria Magdalena                                        | Ölfarbe auf Leinwand, 17. Jahrhundert; nach Hieronymus Wierix | in der Kirche St-Jean-Baptiste (Lage) | PM10000482    | Classé       | 1966      |                |
| Kirchenbänke                                                             | Eichenholz, zweite Hälfte des 18. oder erste Hälfte des 19. Jahrhunderts | in der Kirche St-Jean-Baptiste (Lage) | PM10000486    | Classé       | 1971      |                |
| Skulptur Heiliger Edmund (2)                                             | Kalkstein, farbig gefasst und vergoldet, um 1575 | in der Kirche St-Jean-Baptiste (Lage) | PM10000487    | Classé       | 1977      |                |
| Gemälde Jesus und die Samariterin (1)                                    | Ölfarbe auf Leinwand, 17. Jahrhundert | in der Kirche St-Jean-Baptiste (Lage) | PM10000488    | Classé       | 1978      |                |
| Gemälde eines Kirchenlehrers                                             | Ölfarbe auf Leinwand, 18. Jahrhundert, signiert J.-B. Parrocel | in der Kirche St-Jean-Baptiste (Lage) | PM10000490    | Classé       | 1978      |                |
| Gemälde Marienerscheinung des heiligen Roberts                           | Ölfarbe auf Leinwand, 17. Jahrhundert, Jacques de Létin zugeschrieben | in der Kirche St-Jean-Baptiste (Lage) | PM10001058    | Classé       | 1975      |                |
| Pietà (3)                                                                | Kalkstein, farbig gefasst und vergoldet, Anfang des 16. Jahrhunderts | in der Kirche St-Jean-Baptiste (Lage) | PM10003449    | Classé       | 1908      |                |
| Skulptur Heiliger Benedikt                                               | Kalkstein, farbig gefasst, 16. Jahrhundert (in der Bildmitte) | in der Kirche St-Jean-Baptiste (Lage) | PM10003083    | Classé       | 1908      |                |
| Chorschranke                                                             | Schmiedeeisen, vergoldet, bezeichnet 1828 | in der Kirche St-Jean-Baptiste (Lage) | PM10004863    | Inscrit      | 1977      |                |
| Gemälde Jesus und die Samariterin (2)                                    | Ölfarbe auf Leinwand, 17. Jahrhundert; verschwunden | in der Kirche St-Jean-Baptiste (Lage) | PM10004867    | Inscrit      | 1978      |                |
| Skulptur Heiliger Fiacrius                                               | Kalkstein, farbig gefasst, Anfang des 16. Jahrhunderts | in der Kirche St-Jean-Baptiste (Lage) | PM10004870    | Classé       | 1985      |                |
| Skulptur Heiliger Ludwig                                                 | Stein, 16. Jahrhundert; verschwunden | in der Kirche St-Jean-Baptiste (Lage) | PM10004911    | Classé       | 1965      |                |
| Skulptur Christus an der Säule                                           | Holz, farbig gefasst, 1947 von Henri Charlier | in der Kirche St-Jean-Baptiste (Lage) | PM10004958    | Classé       | 2007      |                |